# Apatura minerva
Apatura minerva är en fjärilsart som beskrevs av Le Moult 1947. Apatura minerva ingår i släktet Apatura och familjen praktfjärilar. Inga underarter finns listade i Catalogue of Life.